# Frozen 2 (саундтрек)
Frozen 2: Original Motion Picture Soundtrack — саундтрек-альбом до діснеївського однойменного анімаційного фільму 2019 року. В основному він був написаний Крістен Андерсон-Лопес та Робертом Лопесом, а також містить кавери на три пісні від гурту Panic! at the Disco, Кейсі Масґрейвс та гурту Weezer.
У грудні 2019 року пісня посіла перше місце в американському чарті Billboard 200 грудня 2019 року, ставши першим саундтреком до анімаційного фільму, який потрапив на цю позицію з часів свого попередника. Сингл «Into the Unknown» був номінований на премію «Золотий глобус» за найкращу оригінальну пісню, на премію «Оскар» за найкращу оригінальну пісню, та на премію «Вибір критики» за найкращу пісню, програвши пісні «(I'm Gonna) Love Me Again» з фільму «Рокетмен».

## Список композицій
| Frozen 2: Original Motion Picture Soundtrack | Frozen 2: Original Motion Picture Soundtrack                      | Frozen 2: Original Motion Picture Soundtrack | Frozen 2: Original Motion Picture Soundtrack |
| #                                            | Назва                                                             | Виконавець(і) | Тривалість                                   |
| -------------------------------------------- | ----------------------------------------------------------------- | --- | -------------------------------------------- |
| 1.                                           | «All Is Found» (укр. Води пам'яті)                                | Еван Рейчел Вуд (в укр. версії — Вікторія Хмельницька) | 2:05                                         |
| 2.                                           | «Some Things Never Change» (укр. Є навік живе)                    | Крістен Белл Ідіна Мензел Джош Ґад Джонатан Ґрофф (в укр. версії — Марія Яремчук, Шаніс, Андрій Альохін, Кирило Каплуновський) акторський склад «Крижаного серця 2» | 3:29                                         |
| 3.                                           | «Into the Unknown» (укр. У незнане знов)                          | Ідіна Мензел (в укр. версії — Шаніс) Аврора | 3:14                                         |
| 4.                                           | «When I Am Older» (укр. Стану старший)                            | Джош Ґад (в укр. версії — Андрій Альохін) | 1:51                                         |
| 5.                                           | «Reindeer(s) Are Better Than People» (укр. Оленям легше на світі) | Джонатан Ґрофф (в укр. версії — Кирило Каплуновський) | 0:26                                         |
| 6.                                           | «Lost in the Woods» (укр. Твій слід не знайду)                    | Джонатан Ґрофф (в укр. версії — Кирило Каплуновський) | 3:00                                         |
| 7.                                           | «Show Yourself» (укр. Ось я де)                                   | Ідіна Мензел (в укр. версії — Шаніс) Еван Рейчел Вуд | 4:20                                         |
| 8.                                           | «The Next Right Thing» (укр. Я йду)                               | Крістен Белл (в укр. версії — Марія Яремчук) | 3:36                                         |
| 9.                                           | «Into the Unknown» (версія гурту «Panic! at the Disco»)           | гурт «Panic! at the Disco» | 3:09                                         |
| 10.                                          | «All Is Found» (версія Кейсі Масґрейвс)                           | Кейсі Масґрейвс | 3:03                                         |
| 11.                                          | «Lost in the Woods» (версія гурту «Weezer»)                       | гурт «Weezer» | 3:05                                         |
| 31:18                                        |                                                                   | |                                              |

## Сертифікації
| Регіон | Сертифікація  | Продажі   |
| --- | ------------- | --------- |
| Австрія (IFPI Austria) | Платиновий    | 15 000    |
| Канада (Music Canada) | Платиновий    | 80 000    |
| Данія (IFPI Denmark) | Платиновий    | 20 000    |
| Франція (SNEP) | Золотий       | 50 000    |
| Німеччина (BVMI) | Золотий       | 100 000   |
| Японія (RIAJ) | Золотий       | 100 000^  |
| Норвегія (IFPI Norway) | Золотий       | 10 000*   |
| Польща (ZPAV) | Золотий       | 10 000    |
| Сінгапур (RIAS) | Золотий       | 5000*     |
| Велика Британія (BPI) | Платиновий    | 300 000   |
| США (RIAA) | 2× Платиновий | 2 000 000 |
| *продажі, що базуються лише на сертифікаціях · ^відвантаження, що базуються лише на сертифікаціях · продажі+прослуховування, що базуються лише на сертифікаціях |               |           |